# Kristi Richards
Kristi Richards (Penticton, 27 oktober 1981) is een Canadese freestyleskiester. Ze vertegenwoordigde haar vaderland op de Olympische Winterspelen 2006 in Turijn en op de Olympische Winterspelen 2010 in Vancouver.

## Carrière
Bij haar wereldbekerdebuut, in januari 2002 in Whistler, eindigde Richards direct in de top tien. In december 2005 stond de Canadese voor de eerste maal in haar carrière op het podium van een wereldbekerwedstrijd, haar eerste wereldbekerzege boekte ze in januari 2007 in Deer Valley.
Richards nam viermaal deel aan de wereldkampioenschappen freestyleskiën. Op de wereldkampioenschappen freestyleskiën 2007 in Madonna di Campiglio veroverde ze de wereldtitel op het onderdeel moguls, vier jaar later sleepte de Canadese in Deer Valley de bronzen medaille in de wacht op hetzelfde onderdeel.
Tweemaal nam Richards deel aan de Olympische Winterspelen. Tijdens de Olympische Winterspelen van 2006 in Turijn eindigde ze als zevende op het onderdeel moguls, vier jaar later eindigde ze op de twintigste plaats.

## Resultaten

### Olympische Spelen
| Jaar | Plaats    | Resultaten |
| ---- | --------- | ---------- |
| 2006 | Turijn    | 7e Moguls  |
| 2010 | Vancouver | 20e Moguls |

### Wereldkampioenschappen
| Jaar | Plaats               | Resultaten              |
| ---- | -------------------- | ----------------------- |
| 2003 | Deer Valley          | 8e Moguls               |
| 2007 | Madonna di Campiglio | Moguls · 4e Dual Moguls |
| 2009 | Inawashiro           | 5e Moguls               |
| 2011 | Deer Valley          | Moguls · 6e Dual Moguls |

### Wereldbeker

#### Eindklasseringen
| Seizoen   | Algm | MO  |
| --------- | ---- | --- |
| 2001/2002 | -    | 32e |
| 2002/2003 | -    | 8e  |
| 2004/2005 | 62e  | 20e |
| 2005/2006 | 29e  | 10e |
| 2006/2007 | 10e  | 4e  |
| 2007/2008 | 14e  | 4e  |
| 2008/2009 | 64e  | 18e |
| 2009/2010 | 16e  | 6e  |
| 2010/2011 | 20e  | 6e  |

#### Wereldbekerzeges
| Datum            | Plaats      | Discipline  |
| ---------------- | ----------- | ----------- |
| 13 januari 2007  | Deer Valley | Dual Moguls |
| 11 december 2009 | Suomu       | Moguls      |